# 成平 (1932年)
 成平 （1932年—2005年），又名成孟杰，男，湖南宁乡人，中国数理统计学家。

## 生平
成平是湖南长沙宁乡县大屯营三仙坳人。1954年毕业于东北人民大学数学系。1957年在波兰进修数学，获博士学位。1961年，成平学成归国。后担任中国科学院系统科学研究所所长，中国科学院数学与系统科学研究院研究员、博士生导师。

## 作品
- 《多参数同时估计的容许性》
- 《参数估计的渐近有效理论》
- 《规范指数族结构理论》
- 《参数估计》
- 《指数族分布之参数的极小极大化估计》